# Duemila leghe sotto l'America
Duemila leghe sotto l'America (noto anche col titolo Il tesoro misterioso) è un romanzo avventuroso-fantastico di Emilio Salgari del 1888.
È la storia di una caccia al tesoro in un mondo perduto sotterraneo sotto il continente americano.

## Trama

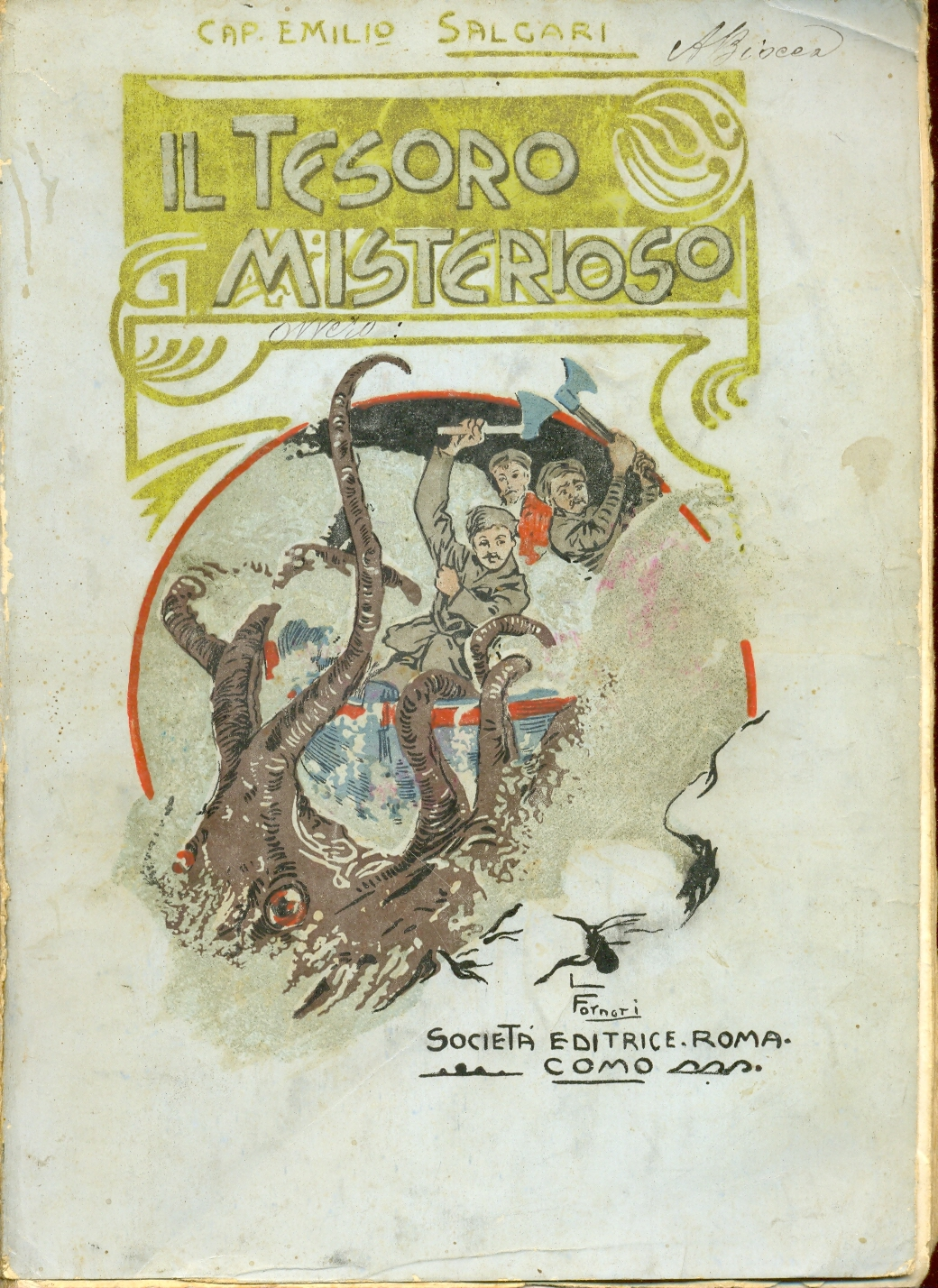
Edizione del 1907 del romanzo, rititolato Il tesoro misterioso. Illustrazione di Luca Fornari.